# Codell
Codell statisztikai település az Amerikai Egyesült Államok Kansas államában, Rooks megyében. Lakosainak száma 49 fő (2020. április 1.).

## Népesség
A település népességének változása:

| 2020 | 49 |